# Catapoecilma nakamotoi
Catapoecilma nakamotoi är en fjärilsart som beskrevs av Hayashi 1979. Catapoecilma nakamotoi ingår i släktet Catapoecilma och familjen juvelvingar. Inga underarter finns listade i Catalogue of Life.